# 62gy busz (Budapest)
A budapesti 62-es (gyors 62-es) jelzésű autóbusz Kőbánya, városközpont és Rákoskeresztúr, városközpont között közlekedett. A vonalat a Budapesti Közlekedési Vállalat üzemeltette.

## Története
1959. június 29-étől a 62A betétjáratot a ritkább kiosztással közlekedő 162-es gyorsjárat váltotta fel a Zalka Máté tér és Rákoskeresztúr, Ferihegyi út között. Az 1977. január 1-jei átszámozáskor a 62-es jelzést kapta. Az M3-as metró 1980-as déli meghosszabbításához kapcsolódóan a járat útvonalának módosítását tervezték, a későbbi Keresztúr-busszal megegyező útvonalon, Kőbánya-Kispesttől közlekedett volna. 1995. június 9-én a 62-es megszűnt, helyette az alapjárat közlekedik.

## Útvonala
| Rákoskeresztúr, városközpont felé | Kőbánya, városközpont felé                                                                                             |
| --- | --- |
| Kőbánya, városközpont vá. – Korponai utca – Liget utca – Bánya utca – Szent László tér – Kőrösi Csoma út – Élessarok – Jászberényi út – Pesti út – Rákoskeresztúr, városközpont vá. | Rákoskeresztúr, városközpont vá. – Pesti út – Jászberényi út – Élessarok – Kőrösi Csoma út – Kőbánya, városközpont vá. |

## Megállóhelyei
Az átszállási kapcsolatok között a 62-es busz nincsen feltüntetve.
| 0  | Kőbánya, városközpont végállomás        | 20 | 9, 17, 17, 32, 32, 51, 95, 117, 132, 185 13, 28            |
| 2  | Szent László tér                        | 18 | 9, 17, 32, 32, 132, 185 13, 28                             |
| 5  | Élessarok                               | 15 | 32, 32, 61, 61, 85, 132, 168 13, 28, 37                    |
| 7  | Maglódi út                              | 13 | 61, 61, 168 28, 37                                         |
| 8  | Orion                                   | 12 | 61, 61, 168                                                |
| 9  | Téglagyár                               | 11 | 61, 61, 168                                                |
| 11 | Athenaeum Nyomda                        | 9  | 61, 61, 68, 168                                            |
| 14 | Rézvirág utca                           | 6  | 61, 61, 68                                                 |
| 15 | 501. utca                               | 5  | 61, 61, 68                                                 |
| 16 | Göröngyös utca                          | 4  | 61, 61, 67                                                 |
| 17 | Kis utca                                | 3  | 61, 61                                                     |
| 18 | Bakancsos utca                          | 2  | 61, 80, 180, 192                                           |
| 20 | Rákoskeresztúr, városközpont végállomás | 0  | 61, 61E, 69, 69A, 80, 97, 98, 161, 162, 180, 192, 198, 297 |